# Caldo de salchicha

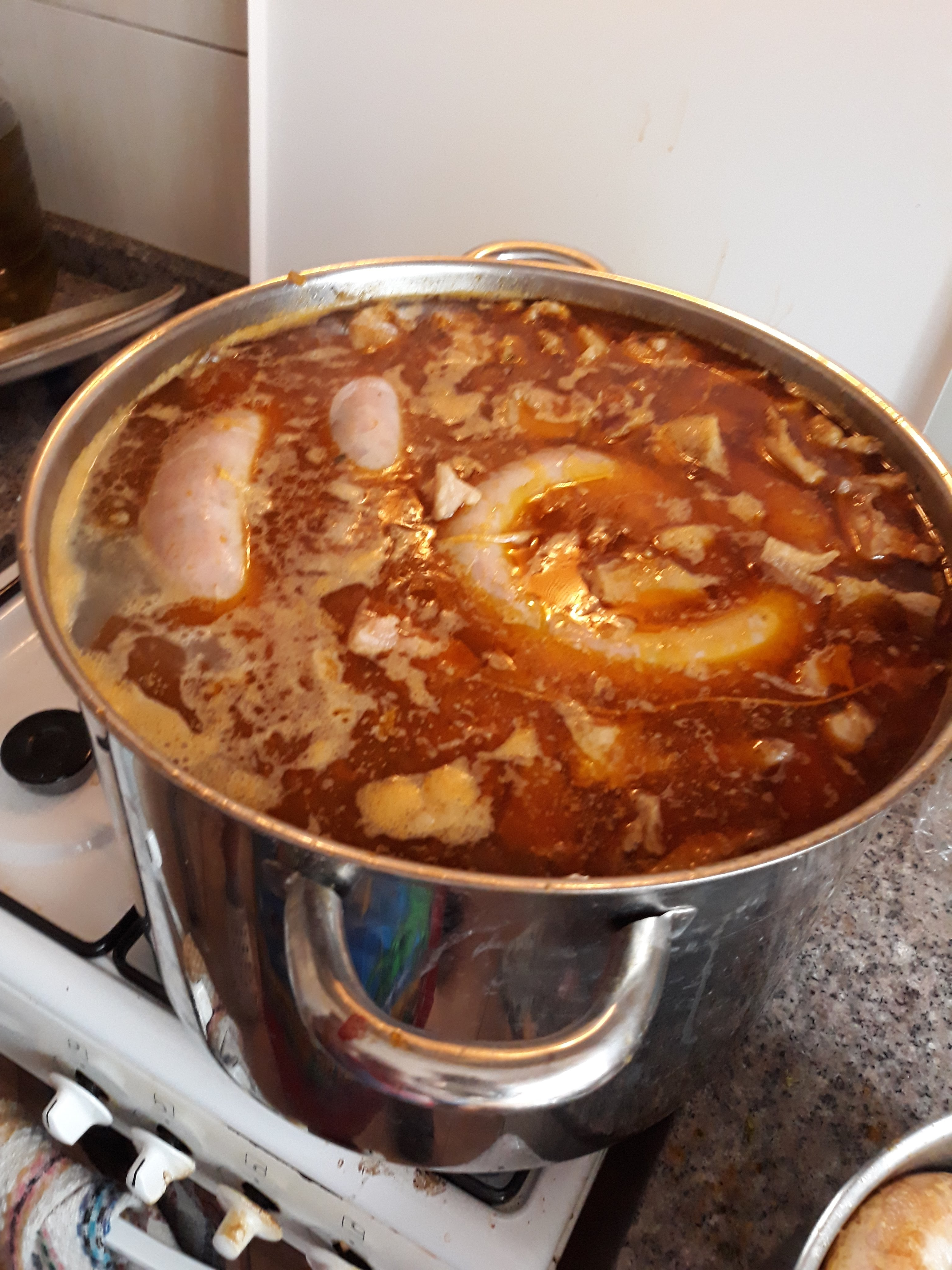
Calo de manguera o caldo de salchicha

Caldo de salchicha o caldo de manguera es un plato típico y tradicional de la gastronomía de Ecuador especialmente de la ciudad de Guayaquil. Es una sopa, cuya base principal es la morcilla rellena de sangre y arroz, y vísceras de cerdo.
Generalmente se lo acompaña con unos toques de limón.